# Dante Könyvkiadó
A Dante Könyvkiadó Budapesten működött a két világháború között. A kiadó jelvénye a híres itáliai költőt és filozófust, Dante Alighierit ábrázolja.

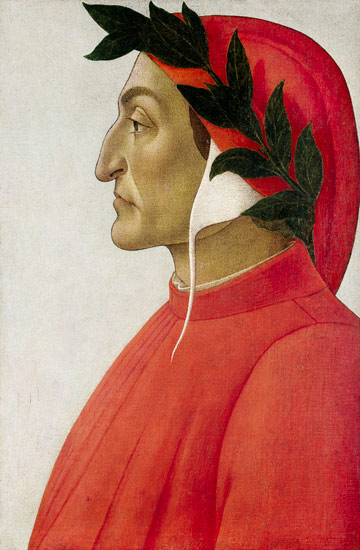
Dante Alighieri

## Története
A Dante Könyvkiadót Erdős Ármin és Somló Dezső alapította 1918-ban Ifjúság néven. Kezdetben még szerény körülmények közt működött Budapesten a Vasváry utcában, majd elköltöztek az Ó utcába. Ekkor még kiadványaik nagy része igen alacsony színvonalú volt.
1919-ben felkérték Benedek Marcellt lektornak és szaktanácsadónak, hogy a Dante néven megújult kiadóban nívós könyveket adjon ki. Viszonylag olcsón vásárolták fel a kiadott könyveket, az olvasók számára egyszerű és díszkiadásban is elérhetőek voltak egyes példányok. Benedek a közönséget az olvasás művészetére szerette volna tanítani a kiadványaik által. E céltól vezérelve válogatta a kiadandó könyveket. A szépirodalom mellett tudományos és útikönyveket is megjelentettek. A fiatal olvasókra is gondolva szaporodtak az ifjúsági kiadványok. Új ifjúsági írók kerültek a régiek – Benedek Elek és Tutsek Anna – mellé, úgymint B. Molnár Mária, Fábián Gyula és Tábori Piroska. Megszületett az Ünnep, az akkori magyar családok hetilapja. Útjára indult egy új típusú, új anyagú lexikon, amely hat kötetével magába foglalta mindazt, amire a hétköznapi embereknek csakugyan szükségük volt. A kiadónak végül a könyvsorozatok hozták meg a sikert. Immár számtalan tisztségviselővel, két szerkesztőséggel, hatalmas könyvterjesztői apparátussal dolgozott, sok írónak, tudósnak és fordítónak adott munkát.
1936-ban megjelent a Dante Emlékkönyv, melyet üzleti propaganda céljából küldött szét olvasóinak. Egyik híres sorozatuk, a Halhatatlan Könyvek terjesztése érdekében a kiadó Benedek Marcell könyvét, Az olvasás művészetének új kiadását ingyen felajánlotta az olvasóinak, függetlenül a sorozat megrendelésétől. Az olvasókat viszont becsapták és mégis ki kellett fizetniük a könyv árát. Benedek Marcell erkölcsi felháborodását nem értették a tulajdonosok. Benedek ezek után többé nem bízott meg bennük, így a kiadó megvált tőle.
1940-től Laczkó Géza vette át a kiadó igazgatását. Az ő vezetése alatt működött a köteteket illusztráló Kolozsváry György grafikus. 1948-ban a magyar könyvkiadásban lényeges átalakulás kezdődött el. A nagy vállalatokat összevonták, 1949-re a kis- és középüzemeket államosították, köztük a Dante Könyvkiadót is.

## Sorozatai

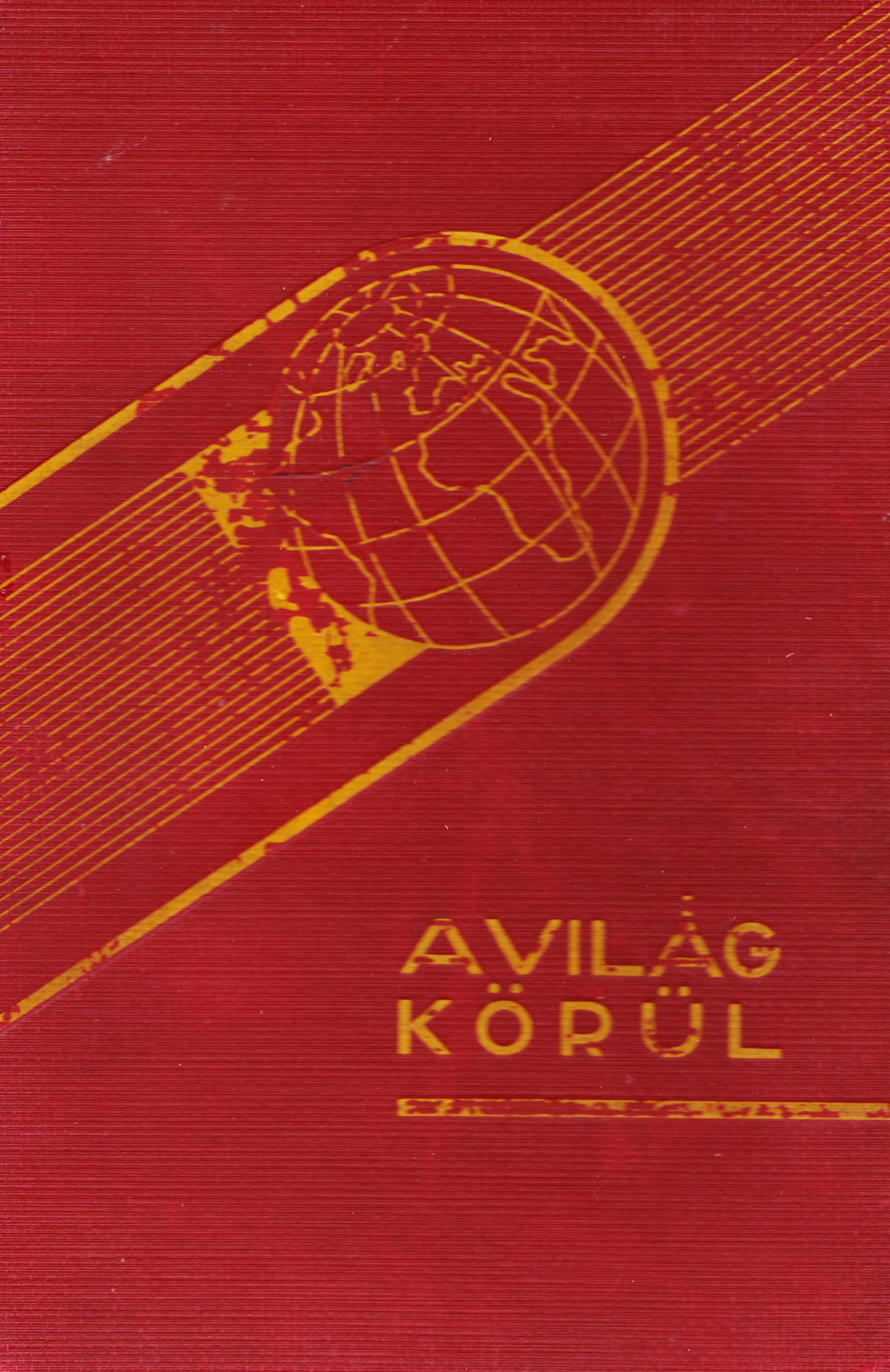
A Világ Körül-féle sorozatborító

- 2 pengős Dante sorozat

A Nova és az Athenaeum Irodalmi és Nyomdai Rt. mintájára olcsó, vászonkötéses regényeket tartalmazott a sorozat.
- A magyar regény mesterei
- A modern regény klasszikusai
- A regényírás remekei
- A szép élet titkai: az olvasás!
- A Világjárás Hősei (Az egyes kötetek A Világ Körül – Útirajzok-útikalandok, illetve Kalandos Utazások sorozatcímmel is megjelentek.)
- Az Ember – A Bölcs – A Művész
- Az új magyar irodalom
- Dante új könyvtár
- Dickens karácsonyi történetei
- Dumas munkái
- Gárdonyi Géza munkái

Gárdonyi Géza írásainak jogtulajdonosa a Singer és Wolfner cég volt. Halála után fia, Gárdonyi József gondozta a Dante Kiadó negyven kötetes sorozatát.
- Halhatatlan könyvek

Aranyozott bőrkötésben jelent meg a sorozat, Benedek Marcell válogatta és szerkesztette, fordította a sorozat egy részét. Az akkori modern írókat valamint Benedek Marcell jóvoltából Szántó György munkáit ismertették a sorozatban.
- Ignácz Rózsa munkái
- Korok és hősök
- Magyar írás – magyar lélek
- Magyar kézbe magyar könyvet
- Magyar regényírók
- Népszerű tudományos művek
- Ősvilágok élete
- Romain Rolland munkái
- Szép könyvek

## Kiadás számokban
Legnépszerűbb könyveik:
- Gárdonyi Géza munkái (37-46 000 példány),
- külföldiek közül Mereskovszkij (20-27 000 példány), Remarque (29 000 példány),
- Romain Roland Anett Szilviája 14 ezres példányszámban kelt el,
- tudománynépszerűsítő könyvek közül Lambrecht Kálmán Az ősember  című műve (18 400 példány), valamint  A család egészsége című könyv (36 000 példány).

## Kapcsolódó elektronikus források
- http://epa.oszk.hu/00000/00021/00039/mksz2003_4_04.htm#4